# Доминиканско песо
Вижте пояснителната страница за други значения на песо.
Доминиканско песо (на испански: Peso dominicano) е валутата и официалното разплащателно средство в Доминиканската република. Името на паричната единица, указвано на банкнотите от 1947 г. е „златно песо“ (на испански: peso oro).

## История
За първи път доминиканското песо е въведено едновременно с обявяването на независимостта на страната от Хаити през 1844 година. Той заменя хаитянската гурда по номинална стойност и е разделен на 8 реала. През 1877 г. обменната валута на песото е сентаво в съотношение 1 песо = 100 сентаво. През 1891 г. е въведена нова валута - доминиканският франк, който обаче не замества песото, а е в обращение едновременно с него. Доминиканският франк е въведен с цел влизането на страната в Латинския монетен съюз, но е отменен през 1897 г. През 1905 г. Доминиканската република става финансово зависима от САЩ и песото е заменено от щатския долар в съотношение 1 долар = 5 песа. Песото е въведено отново през 1937 г. и е в обращение наравно с щатския долар до 1947 г., след което циркулацията на долара е прекратена.

## Монети
В обращение са монети от 1, 5, 10 и 25 песа. Модерната монета в 1 песо е издадена през 1991 г., а 5 песа – през 1997 година. През 2005 г. се появяват монети от 10 и 25 песа. Формално има монети от 1, 5, 10, 25 сентаво, но поради инфлацията днес те почти никога не се срещат.

## Банкноти
От 1937 до 1947 г. в обращение са били само банкноти в щатски долари, песото е било представено с монети. През 1947 г. започва издаването на банкноти от 1, 5, 10, 20, 50, 500 и 1000 песа, които са отпечатани от частна американска компания. През 2005 г. банкнотите от 10 и 20 песа са заменени с монети от 10 и 25 песа. В обращение са банкноти от 50, 100, 200, 500, 1000 и 2000 песа. Банкнотата от 20 песа е полимерна. През 2014 г. започва актуализацията на дизайна на всички банкноти, за да се предпазят от фалшифициране.